# Nußdorf (Chiemgau)

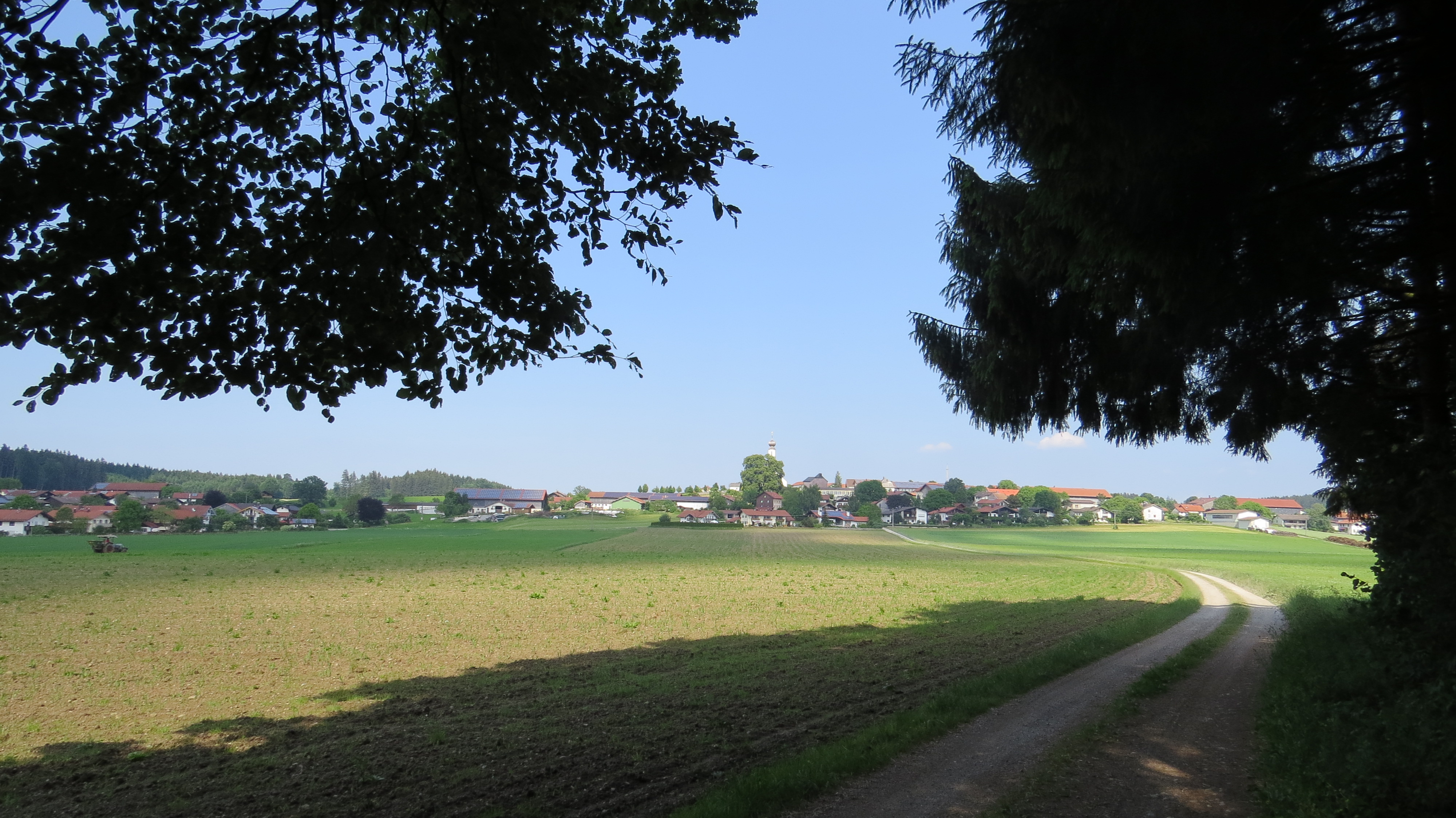
Nußdorf im Chiemgau

Nußdorf, auch als Nußdorf im Chiemgau bezeichnet, ist die flächenmäßig drittkleinste Gemeinde im oberbayerischen Landkreis Traunstein.

## Geographie
Die Gemeinde liegt in der Planungsregion Südostoberbayern im Chiemgau zwischen den Gemeinden Chieming, Traunreut und Traunstein.

### Gemeindegliederung
Es gibt elf Gemeindeteile (in Klammern sind der Siedlungstyp und die Einwohnerzahl, Stand 2012, angegeben):
- Aiging (Dorf, 532)
- Hartmann (Einöde, 8)
- Herbsdorf (Dorf, 176)
- Litzlwalchen (Dorf, 160)
- Mögstetten (Weiler, 28)
- Mühlthal (Weiler, 9)
- Nußdorf (Pfarrdorf, 847)
- Ruhpoint (Einöde, 6)
- Sondermoning (Kirchdorf, 682)
- Wang (Dorf, 130)
- Weiderting (Weiler, 23)

Es gibt die Gemarkungen Nußdorf und Sondermoning.

## Geschichte

### Bis zur Gemeindegründung
Nußdorf wurde 798 erstmals in den Breves Notitiae erwähnt. Im 12. und 13. Jahrhundert war der Ort Sitz eines bedeutenden Adelsgeschlechts. Nußdorf gehörte später zum bayerischen Rentamt Burghausen und zum Landgericht Traunstein.
Das Schloss Neuamerang im Gemeindeteil Sondermoning war Sitz einer Hofmark, die von Graf Franz Guidobald Törring zu Pertenstein im Jahr 1694 käuflich erworben wurde. Das Schloss wurde Mitte des 18. Jahrhunderts als Steinbruch genutzt. 1818 entstand mit dem Gemeindeedikt in Bayern die Gemeinde Nußdorf.

### Verwaltungsgemeinschaft
Aus der im Zuge der Gebietsreform in Bayern erzwungenen und am 1. Mai 1978 gegründeten Verwaltungsgemeinschaft Chieming schieden am 1. Januar 1980 Seebruck und Truchtlaching aus. Die Gemeinschaft mit den verbliebenen Gemeinden Chieming und Nußdorf wurde im Jahr 1986 aufgelöst.

### Eingemeindungen
Am 3. Januar 1870 wurde die Gemeinde Sondermoning eingegliedert.

### Bevölkerung
Zwischen 1988 und 2018 wuchs die Gemeinde von 1815 auf 2456 um 641 Einwohner bzw. um 35,3 %.
Im Jahr 2011 machten die drei größten Ortschaften Nußdorf, Sondermoning und Aiging knapp 75 % der Gesamtbevölkerung aus. Das Bevölkerungswachstum lag 2016 bei ca. 0,6 % pro Jahr. 50,6 % der Bevölkerung war männlich, 49,4 % weiblich. Der Ausländeranteil lag bei 3,3 %, die Geburtenrate liegt über dem Bundesdurchschnitt.

## Religion
Die katholische Pfarrei St. Laurentius-Nußdorf ist Mitglied im Pfarrverband Chieming. Nebenkirche ist St. Nikolaus-Sondermoning.
72,8 % der Bewohner sind römisch-katholisch, 18 % evangelisch sowie 9,1 % sonstiges oder konfessionslos.

## Politik

### Gemeinderat
Der Gemeinderat setzt sich seit der Wahl am 15. März 2020 wie folgt zusammen:
- CSU: 4 Sitze (32,57 %)
- Bürgerliste (BL): 4 Sitze (29,73 %)
- Wir Zukunft Gemeinde (WZG): 4 Sitze (25,50 %)
- Unabhängige Wählergruppe (UWG): 2 Sitze (12,20 %).

Die Wahlbeteiligung betrug 70,53 %.

### Bürgermeister
| Zeitraum                      | Name                | Partei                   | Anmerkungen                                                      |
| ----------------------------- | ------------------- | ------------------------ | ---------------------------------------------------------------- |
| 1869–1887                     | Josef Steiner       |                          |                                                                  |
| 1887–1899                     | Sebastian Angerer   |                          |                                                                  |
| 1900–1919                     | Franz Schuhböck     |                          |                                                                  |
| 1919–1929                     | Josef Pöschl        |                          |                                                                  |
| 1929–1945                     | Stefan Schroll      |                          | Von der amerikanischen Militärregierung entlassen                |
| 12. Juli 1945 – 3. April 1947 | Johann Posch        |                          | Von der amerikanischen Militärregierung eingesetzt und entlassen |
| April 1947 – August 1947      | Anton Sommerauer    |                          | Von der amerikanischen Militärregierung eingesetzt               |
| August 1947–1964              | Jakob Niederbuchner |                          |                                                                  |
| 1964–1982                     | Lorenz Posch        |                          |                                                                  |
| 1982–2002                     | Ludwig Kroiß        | Unabhängige Wählergruppe |                                                                  |
| 2002–2020                     | Johann Gnadl        | CSU                      |                                                                  |
| seit 1. Mai 2020              | Toni Wimmer         | CSU                      |                                                                  |

Erster Bürgermeister ist seit 1. Mai 2020 Toni Wimmer (CSU). Dieser wurde am 29. März 2020 in einer Stichwahl mit 55,4 Prozent gewählt. Sein Vorgänger war Johann Gnadl (CSU). Er wurde im Jahr 2002 Nachfolger von Ludwig Kroiß (Unabhängige Wählergruppe).

### Wappen
| Wappen von Nußdorf | Blasonierung: „Über silbernem Schildfuß, darin eine schräg gestellte rote Zange, in Schwarz ein wachsendes silbernes Einhorn.“ |
| Wappen von Nußdorf | Wappenführung seit 1964 |

## Wirtschaft und Infrastruktur

### Wirtschaft einschließlich Land- und Forstwirtschaft
Der wichtigste Wirtschaftsstandort ist das Gewerbegebiet Aiging, in dem sich vor allem mittelständische Unternehmen angesiedelt haben. Weitere kleinere gewerbliche Betriebe befinden sich meist in Nußdorf und Sondermoning. Knapp 52 % der Gemeindefläche wird zudem landwirtschaftlich und 33 % forstwirtschaftlich genutzt, was etwa dem Bundesdurchschnitt entspricht. Eine weitere Einnahmequelle ist der Kiesabbau der derzeit knapp 2 % der Gemeindefläche einnimmt. Eine Erweiterung auf 4 % ist geplant, was weit über dem Bundesdurchschnitt liegt.
Im Jahr 2016 gab es 27 landwirtschaftliche Betriebe mit einer landwirtschaftlich genutzten Fläche von 911 ha, davon waren 522 ha Ackerfläche.
Insgesamt gab es 2020 nach der amtlichen Statistik im produzierenden Gewerbe 234, im Bereich Handel, Verkehr und Gastgewerbe 197 sowie im Bereich Unternehmensdienstleister 20 sozialversicherungspflichtig Beschäftigte am Arbeitsort. In sonstigen Wirtschaftsbereichen waren am Arbeitsort keine Personen sozialversicherungspflichtig beschäftigt. Sozialversicherungspflichtig Beschäftigte am Wohnort gab es insgesamt 1002. Im verarbeitenden Gewerbe gab es einen Betrieb mit im Allgemeinen 20 oder mehr Beschäftigten, im Bauhauptgewerbe Ende Juni 2020 drei Betriebe.

### Bildung
Es gibt folgende Einrichtungen (Stand 2021):
- ein Kindergarten mit 70 Kindergartenplätzen und 66 betreuten Kindern
- eine Grundschule mit vier Lehrern und 79 Schülern in vier Klassen. Diese befindet sich momentan noch im Dorfzentrum, doch aktuell entsteht ein Neubau im Gemeindeteil Nußdorf-Baumgarten direkt neben der Sportanlage des TSV.[13]

## Sehenswürdigkeiten
- Pfarrkirche St. Laurentius
- Kirche in Sondermoning (ca. 800 Jahre alt mit gotischem Flügelaltar)
- Tafernwirtschaft von 1471 in Aiging
- Die letzte bekannte noch in Betrieb befindliche pneumatische Hochleistungssirene Bayerns (Pintsch-Bamag Anlage 2)

## Söhne und Töchter der Gemeinde
- Franz Huber (1925–2017), Verhaltensforscher und Neurobiologe